# Cantó de Bailleul-Sud-Oest
El cantó de Bailleul-Sud-Oest (neerlandès Kanton Belle-Zuidwest) és una divisió administrativa francesa situat al departament del Nord a la regió dels Alts de França. Forma part del Westhoek (Flandes francès)

## Composició
El cantó aplega 6 comunes: 
| Nom francès   | Nom flamenc | Població | Codi Postal | Codi INSEE |
| Bailleul      | Belle       | 17.191   | 59270       | 59043      |
| Berthen       | Berten      | 503      | 59270       | 59073      |
| Flêtre        | Vleteren    | 742      | 59270       | 59237      |
| Merris        | Merris      | 957      | 59270       | 59399      |
| Méteren       | Meteren     | 2.114    | 59270       | 59401      |
| Vieux-Berquin | Oud-Berkijn | 2.185    | 59232       | 59615      |

## Demografia
| 1962 | 1968  | 1975  | 1982  | 1990  | 1999  | 2006   |
| ---- | ----- | ----- | ----- | ----- | ----- | ------ |
| -    | 5.292 | 5.162 | 5.821 | 6.157 | 6.516 | 15.573 |

## Història
| Data d'elecció                           | Identitat           | Partit | Qualitat |
| ---------------------------------------- | ------------------- | ------ | -------- |
| 1973-1982                                | Jean-Louis Le Corre | PCF    |          |
| 1994-2001                                | Jean Delobel        | PS     |          |
| 2001-2008                                | Dominique Hallynck  | UDF    |          |
| 2008-                                    | Michel Gilloen      | PS     |          |
| les dades anteriors no són pas conegudes |                     |        |          |
|                                          |                     |        |          |